# Bàltics
Els bàltics (en lituà baltai, en letó balti) formen una de les branques dels pobles indoeuropeus que es caracteritzen principalment per parlar les llengües bàltiques.
Se situen al voltant de la mar Bàltica, que va agafar el nom d'aquestes primeres tribus. El primer que va utilitzar el nom de mar Bàltica va ser el cronista medieval alemany Adam de Bremen, a partir dels habitants de la zona. Abans s'anomenava mar de l'Est, o Baltia, en referència a una suposada illa del mar Bàltic.
Els bàltics són descendents d'un grup de tribus indoeuropees que van establir la zona entre el Vístula inferior i la riba sud-est del Bàltic, i la part superior dels rius Dvinà Occidental i Dnièper. Es una zona plena de milers de llacs i pantans que van contribuir a l'aïllament geogràfic dels bàltics, i per això les llengües bàltiques conserven una gran quantitat de formes arcaiques. Aquests grups van ocupar la zona cap al 3000 aC, empesos per les migracions dels pobles ugro-finesos. Posteriorment es van dividir en dos grups, els de l'est, els galinds van habitar zones d'Ucraïna i Rússia, mentre que els occidentals van ser els avantpassats dels prussians i els esclavonis, entre d'altres. A l'Edat Mitjana es van barrejar amb la cultura germànica, excepte els països bàltics (Letònia i Lituània).